# باغ تیتو
باغ تیتو مربوط به سدهٔ ۱۳ ه.ق است و در بافق، بلوار امام حسین، کوی حوض آقا محمد تقی واقع شده و این اثر در تاریخ ۲۸ فروردین ۱۳۸۰ با شمارهٔ ثبت ۳۷۵۰ به‌عنوان یکی از آثار ملی ایران به ثبت رسیده است.